# Beni Ilmane
Beni Ilmane, ou parfois Beni Yalmane ou Beni Yalamane,  est une commune de la wilaya de M'Sila en Algérie.

## Géographie
Elle est située dans le nord ouest de la Wilaya de M'sila, avec une population de plus de 12 000 habitants.

## Administration

### Gestion locale
En février 2020, le maire de la ville est placé en détention provisoire sur la base d'accusations d'« abus de pouvoir, dilapidation de deniers publics et trafic d’influence ».